# محمد حسن شراب
محمد بن محمد حسن شُرَّاب المشهور بـ محمد حسن شُرَّاب، (ولد في خانيونس في 1938م ، وتوفي في دمشق في 31 أكتوبر 2013م)، مؤرِّخ فلسطيني وأديب موسوعي.، وملم بتاريخ فلسطين ومدنها ورجالها، وملم بتاريخ المملكة العربية السعودية ولا سيما المدينة المنورة التي عاش فيها فترة من الزمن. كان بيته في ناحية داريا القريبة من دمشق ملتقى لمحبي اللغة والأدب والتاريخ.

## حياته
ولد في خان يونس من قضاء غزة سنة 1938م، تعلم في مدارسها ثم تابع دراسته في الأزهر في الفترة ما بين عامي 1953 و1956)ثم انتقل في فترة الوحدة بين مصر وسوريا عام 1959إلى جامعة دمشق للدراسة فيها وتخرج في كلية الآداب واللغة العربية عام 1963م ثم أكمل دراسته التربوية فنال دبلوم التربية من الجامعة نفسها. وتابع دراسته في معهد الدراسات الإسلامية بالقاهرة (ماجستير دراسات إسلامية) 1980.
- تعاقد مدرسا مع المملكة العربية السعودية في الأعوام 1964 إلى 1994، وعمل في حائل والدمام والمدينة المنورة وقضى فيها ثلاثين عاما بين التدريس والمحاضرات في النوادي الأدبية والمجالس العلمية.
- احترف الكتابة منذ عام 1980، فصدر له حتى عام 2006 أكثر من ثلاثين كتابا في تراجم المدن والرجال واللغة والنحو والتاريخ.
- عاد إلى دمشق وسكن في ناحية داريا في الغوطة الغربية.
- تزوج سنة 1968 من امرأة دمشقية أنجبت له أحمد خريج كلية الاقتصاد والتجارة، وكوثر خريجة جامعة العلوم التطبيقية في عمان الأردن ـ فيزياء تطبيقية.[3]

## أعماله
- أخبار الوادي المبارك«العقيق» دار التراث بالمدينة 1984.
- المدينة في العصر الأموي. دار التراث بالمدينة 1985.
- المعالم الأثيرة في السنة والسيرة، دار القلم بدمشق.
- في أصول التاريخ العربي الإسلامي. دار القلم بدمشق.
- تميم الداري: راهب أهل عصره وعابد أهل فلسطبين. دار القلم بدمشق.
- المدينة النبوية في فجر الإسلام وعصر الراشدين. دار القلم بدمشق.
- الإمام محمد بن شهاب الزهري: عالم الحجاز والشام، دار القلم بدمشق.
- أبو عبيدة بن الجراح، دار القلم بدمشق.
- عز الدين القسام: شيخ المجاهدين في فلسطين. دار القلم بدمشق.
- معجم بلدان فلسطين: دار المأمون للتراث دمشق.
- معجم أسماء المدن والقرى الفلسطينية وتفسير معانيها. الدار الأهلية عمان.
- معجم العشائر الفلسطينية ورجالات الأدب والجهاد ، عمان المكتبة الأهلية 2002
- بيت المقدس والمسجد الأقصى: دار القلم بدمشق.
- القول المبين في تاريخ القدس وفلسطين: دار السقا في داريا.
- العرب واليهود في التاريخ. دار السقا في داريا.
- قضية ولا صلاح الدين لها، دار السقا في داريا.
- الحديث النبوي مصدر للتشريع: دار السقا في داريا.
- الشوارد النحوية، دار المأمون بدمشق.
- معجم الشواهد الشعرية في كتب النحو, دار البشير عمان.
- شعراء من المملكة العربية السعودية، دار المأمون ودار قتيبة دمشق 2006.
- موسوعة بيت المقدس والمسجد الأقصى، الدار الأهلية عمان.
- تاريخ الكتابة وتدوين العلم، دار الصديق دمشق.
- شعراء فلسطين: الدار الأهلية، عمان 2005م.
- حسان بن ثابت: دار الصديق دمشق..
- قصة بانت سعاد : دار الصديق دمشق.
- مدينة حيفا الدار الأهلية، عمان 2005م.
- مدينة الخليل الدار الأهلية، عمان 2005م.
- مدينة الناصرة الدار الأهلية، عمان 2005م .
- مدينة عكا الدار الأهلية، عمان 2005م.
- مدينة غزة الدار الأهلية، عمان 2005م.
- مدينة القدس الدار الأهلية، عمان 2005م.
- اللد والرملة الدار الأهلية عمان 2005.

نشر الكثير من المقالات في المجلات والصحف السعودية مثل عكاظ والبلاد والمنهل والحرس الوطني والفيصل والشرق ودارة الملك عبد العزيز والنور في لندن. وحاضر في عدد من المراكز الثقافية في سوريا، وكان ضيفا على عدد من البرامج التلفازية الأدبية. وعضو في اتحاد الكتاب والصحفيين الفلسطينيين بدمشق.